# Clwb Peldroed Llanfairpwll Football Club
Club Llanfairpwll F.C. is een Welsh voetbalclub spelend in de Cymru Alliance. De club is opgericht in 1895 en speelt haar thuiswedstrijden in The Gors in Llanfairpwllgwyngyllgogerychwyrndrobwllllantysiliogogogoch. Vanwege de lange naam van het stadje waarin de club speelt, wordt de clubnaam vaak afgekort naar CP Llanfairpwll, Llanfairpwll FC of CPLFC.

## Geschiedenis
Llanfairpwll FC werd opgericht in 1895, maar kende enkele periodes dat de club zich moest terugtrekken voor aanvang van de competitie en daarmee tijdelijk inactief was.
De meest recente inactiviteit van de club was eind jaren zestig, begin jaren zeventig. Op dat moment had de club slechts sporadisch kunnen meedingen naar prijzen en verdween zij tijdelijk van de voetbalvelden in Wales. Begin jaren zeventig kwam de club echter weer terug en maakte het een herstart in de Anglesey League. Een succesvolle periode brak aan met het aanstellen van Now Parry als trainer. Zowel in 1974, 1975, 1976 als 1977 wist Parry de club naar de overwinning in de Dargie Cup te loodsen. Tegelijkertijd werd in 1975, 1976 en 1977 beslag gelegd op de eerste plaats in de Anglesey League. Parry kon niet meer stuk in Llanfairpwll toen de Megan Cup eveneens drie seizoenen achter elkaar werd gewonnen en datzelfde kunstje werd bijna geëvenaard in de Elias Cup. Maar in 1976 werd de finale van die beker verloren.
Nadat Parry de club verliet werd hij opgevolgd door Bryan Owen en opnieuw volgden er successen voor de club. De Anglesey League werd twee maal op rij gewonnen in 1982 en 1983. Eveneens in 1982 werd de Dargie Cup weer gewonnen, terwijl de finale in 1983 wel werd bereikt, maar men het onderspit moest delven. Wel werd in beide jaren de Megan Cup gewonnen, in 1982 ook nog eens de Elias Cup en in 1984 de Eryri Cup. Als klap op de vuurpijl waren er ook nog overwinningen in de strijd om de S.K. Williams Challenge Shield (1982) en de J.W. Lees Trophy (1983).
Owen bleef de club trouw en zorgde in de jaren daarna voor meer successen, maar minder dan in de periode daarvoor. In 1987 was hij als trainer verantwoordelijk voor het binnenhalen van de Alves Cup. Datzelfde jaar promoveerde de club naar de Cymru Alliance en werd daar in 1988 ook meteen kampioen. Pas in 1994 werd het volgende succes geboekt toen de Barritt Cup kon worden gewonnen en een jaar later in 1995 de Cookson Cup.
Llanfairpwll FC speelt in de Cymru Alliance. Darren Moore, de trainer is de derde trainer in 25 jaar die actief was bij de club. Hij begon zijn loopbaan bij de club in 1999 toen hij Bryan Owen opvolgde. Moore won in zijn eerste seizoen de Cookson Cup. Een jaar later in 2001 werd een triple binnengehaald. Zowel de Cookson Cup, de Barritt Cup als de Anglesey League werden gewonnen. Dit was tot dan toe één club gelukt, Colwyn Bay FC. Met de winst in de Anglesey League werd er veel geld en tijd besteed aan de renovatie van The Gors, zodat promotie naar de Cymru Alliance doorgang kon vinden. Sindsdien won de club geen enkele prijs meer, maar wist zich wel jaar in, jaar uit te handhaven in de Cymru Alliance, waar de club een stabiele middenmoter is geworden. Na 2010 zakte de club steeds verder weg en volgde degradatie op degradatie. Momenteel (seizoen 2019/20) komt de club uit in de Anglesey League op het zesde niveau in Wales.
Het team bestaat voornamelijk uit spelers die uit, of uit de buurt van Llanfairpwllgwyngyllgogerychwyrndrobwllllantysiliogogogoch komen. Veel spelers zijn doorgebroken uit de jeugdopleiding van de club zelf.

## Erelijst
- Welsh Alliance League winnaar : 1988, 2001
- Welsh Alliance League tweede plaats : 1987, 1993, 1994, 1997
- Anglesey League winnaar : 1924, 1954, 1975, 1976, 1977, 1982, 1983, 2001
- Anglesey League tweede plaats : 1922, 1994
- Cookson Cup winnaar : 1995, 2000, 2001
- Cookson Cup verliezend finalist : 1997
- Barritt Cup winnaar : 1994, 2001
- Barritt Cup verliezend finalist : 1992, 1993
- Dargie Cup winnaar : 1924, 1974, 1975, 1976, 1977, 1982
- Dargie Cup verliezend finalist : 1983
- Megan Cup winnaar : 1974, 1975, 1976, 1982, 1983
- Megan Cup verliezend finalist : 1980
- Elias Cup winnaar : 1975, 1977, 1982
- Elias Cup verliezend finalist : 1976, 1980
- Eryri Cup winnaar : 1984
- Alves Cup winnaar : 1987
- J.W. Lees Trophy winnaar : 1983
- S.K. Williams Challenge Shield winnaar : 1982

## Stadion
Llanfairpwll FC werkt haar thuiswedstrijden af in The Gors, dat voor dertig seizoenen de thuishaven van de club is. Het is de bedoeling dat met ingang van het seizoen 2006/2007 overgestapt zal worden naar een nieuw stadion, de Maes Eilian. De nieuwe thuishaven is inmiddels gereed en kan in gebruik genomen worden zodra de kleedkamers, die nog niet af zijn wel klaar zijn.

## Bekende spelers en trainers uit het verleden
- Now Parry
- Bryan Owen
- Darren Moore
- Kees Doorn